# Mănăstirea Văleni
Mănăstirea Văleni - Argeș este situată pe Valea Topologului la o distanță de 2 kilometri de satul Văleni, comuna Sălătrucu, județul Argeș. Mănăstirea este ortodoxă și este inclusă în Lista monumentelor istorice din România, având codul de clasificare AG-II-a-A-13842. Data exactă a întemeierii acestui așezământ nu se cunoaște, însă din unele documente existente s-a putut stabili anul înființării - 1664, anul dinaintea strămutării scaunului mitropolitan de la Târgoviște la București (1665). A fost întemeiată de călugărul Zaharia Grădișteanu (Zosim - pe numele său de schimnic), descendent al unei vechi și mari familii cu acest nume, de fel de prin Vlașca. Părinții săi au fost Vâlcu și Maria Grădișteanu, rude ale domnitorului Matei Basarab. Arhitectura așezământului monahal ortodox este modestă, căsuțele sunt simple, tărănești, însă amintesc de obârșia noastră. Lăcașul de cult poartă hramul "Adormirea Maicii Domnului".

## Istoric
Așezământul monahal de la Văleni este atestat documentar în a doua jumătate a secolului XVII, și a fost întemeiat de către călugărul Zaharia Grădișteanu. Un lăcaș simplu și modest, la prima vedere, dar cu o istorie bogată, fiind ridicat de trei ori de-a lungul celor 300 de ani de istorie care au trecut peste el. Biserica a fost construită inițial din lemn cu hramul "Sfânta Treime". Locul pe care Zaharia (Zosim) Grădișteanu a întemeiat mănăstirea a fost primit moștenire de la părinții săi. Documentele existente atestă cumpărarea și altor terenuri pentru Mănăstirea Văleni, la care s-au adăugat daniile credincioșilor.
Mănăstirea Văleni a avut un rol important în viața socială și în promovarea științei de carte. Încă de la înființarea sa, Mănăstirea Văleni a adăpostit în "vechea stăreție" o școală de "grămătici" cu durata de studiu de patru ani, unde elevii proveniți din familii sărace erau școlarizați gratuit. Școala a fost condusă chiar de întemeietorul schitului - Zaharia (Zosim) Grădișteanu.
Așezământul a fost pustiit, fiind jefuit în anii războiului ruso-austro-turc (1787-1792), mulți călugări refugiindu-se peste munți în Ardeal. Episcopul cărturar, Iosif I al Argeșului, apărător al Ortodoxiei românești, a hotărât în anul 1810, ca monahii care încă mai viețuiau la Văleni să fie mutați la Robaia, aducând în locul acestora, călugărițele de la schiturile desființate: Prosia, Slătioara, Bocănita. Astfel că, în locul primei biserici, a fost zidită o altă mănăstire în 1884 cu același hram "Sfânta Treime". În această perioadă, la cârma Eparhiei Argeșului a fost episcop Ghenadie II al Argeșului. Acest lăcaș de cult reconstruit nu a durat decât până în anul 1941, când turla s-a prabușit, antrenând în cădere și pereții naosului și ai sfântului altar, fiind slăbiți în timpul cutremurului din 1940. În anul 1886 a fost amenajat un atelier de țesătorie, care a funcționat neîntrerupt până în 1960 (redeschis în anul 1995). Acesta a devenit o școală de inițiere în tehnica de țesut a covoarelor tradiționale, cu meritul  maestrei Paraschiva, mama autorului "Baladelor vesele și triste" - George Topîrceanu.
În anul 1895 famila Ion și Paraschiva Topîrceanu împreună cu cei trei copii, George - viitorul poet și cele două fete - Ralița și Alexandrina (Titi) s-au stabilit la schitul de călugărițe Văleni. Paraschiva Topîrceanu a fost transferată aici ca maestră țesătoare și pentru a le învăța pe călugărițe arta țesutului în războaie sistematice, totodată fiindu-i aproape și mamei sale Ana Coma (Tina) care era călugăriță aici. Casa în care a locuit familia Topîrceanu și-a păstrat autenticitatea, dar nu a devenit casă memorială. În 1905 familia Topîrceanu s-a mutat la Nămăești. Anii de copilărie petrecuți la Văleni i-au influențat latura moral-religioasă viitorului autor George Topîrceanu și au fost sursă de inspirație pentru opera sa literară.
Biserica ce poate fi văzută acum a fost reconstruită între anii 1948-1955, pe ruinele celorlalte două, datorită episcopului Iosif Gafton, a stareței Anatolia Manu și a obștii monahale.Tot în această perioadă s-a construit Biserica-bolniță "Învierea lui Lazăr", începută în anul 1884 și finalizată în 1888. Ansamblul arhitectural de la Văleni înclude și "Casa Stăreției" ce datează din secolul XVII (1664). Aici a fost organizată școala de grămătici mai sus menționată.
În anul 1959 mănăstirea a fost închisă prin Decretul 410/1959. Adoptarea decretului a reprezentat pentru monahismul ortodox românesc un impas în bunul mers al obiceiurilor spiritualității românești din secolul trecut. Rând pe rând sfântul lăcaș a fost transformat în școală pentru copii cu deficiențe psihice, depozit de fructe, siloz, etc.Toată această stare de confuzie și nesiguranță a durat până la sfârșitul anului 1960, când mănăstirea se afla în lichidare.
La câțiva ani după adoptarea decretului, Securitatea a solicitat unităților subordonate un bilanț, deoarece se presupunea că "o serie de foști călugări și călugărițe, excluși din monahism, ca urmare a aplicării prevederilor Decretului 410/1959, s-au reîntors la mănăstirile respective". Cert este că autoritățile locale, după trecerea câtorva ani, s-au purtat mai uman față de vitregitele călugărițe.
1 martie 1982 se consideră reînceputul vieții de obște și, cu acest prilej, ieromonahul Cristofor Popescu a dăruit pentru bunul mers al mănăstirii o sumă de bani spre a fi începută reorganizarea și refacerea ansamblului monastic. A fost redeschisă oficial în anul 1990, când s-a refăcut obștea și au început lucrările de renovare, iar din anul 1995 s-a organizat cu viață de obște.
Odată cu refacerea vieții monahale  s-a reamenajat atelierul de țesătorie după vechile rânduieli rămase de la Paraschiva Topârceanu și s-a deschis un atelier de croitorie bisericească dotat cu utilajele necesare. Nu a fost uitată nici lectura cultural-educațională și în acest sens s-au organizat ore de cateheză și muzică psaltică. S-a amenajat biblioteca mănăstirii și s-a pus la punct inventarul mobil și imobil.
Casa Topârceanu este și astăzi locuită de maici.

## Arhitectura
Biserica ce a fost construită inițial de Zosim era una de mici proporții. Unele izvoare fac referire la un lăcaș de cult din cărămidă, iar altele la o biserică din lemn nezugrăvită.
Biserica a rămas în aceeași stare până la începutul secolului al XIX-lea. În anul 1810 biserica a fost extinsă de către părintele Dorotei, arhimandritul Sfintei Episcopii Argeș, adăugându-i o tindă. A fost refăcută și zugrăvită de stareța Platonida în perioada 1826-1829. Din pisanie aflăm că biserica a fost pictată de Ștefan Zugravul. Această pictură, din păcate, nu s-a păstrat.
S-au păstrat fragmente din uși și din brâul din catapeteasmă. La o privire mai atentă se constată că cele două uși datează din două epoci diferite. Despre ușa din dreapta și brâul din catapeteasmă, după bogăția sculpturii și finețea realizării, s-ar putea crede că datează din strălucita epocă a lui Brâncoveanu sau poate chiar din vremea lui Zosim schimonahul. Cea din stânga poartă semnătura lui Nicolae dăltuitorul - 1830.
A doua biserică a fost reclădită pe același loc de Ghenadie al II-lea al Argeșului și avea formă de navă, cu două turle mici deasupra pronaosului și o alta mai mare, din lemn, ce se înălța deasupra naosului. Aceasta din urmă nu a rezistat decât până în 8 aprilie 1941, sfântul locaș fiind șubrezit de cutremurul din 1940.
Biserica a avut pictură murală în frescă, executată de Belizarie Paraschivescu, ucenic al școlii de pictură deschisă de pictorul Nicolae Teodorescu, din Buzău.
Actuala biserică a fost reconstruită pe aceeași temelie a bisericii prăbușite în 1941. Ea prezintă un plan treflat, extins cu pridvor, împodobit cu pictură murală și icoane bizantine pictate pe sticlă. Exteriorul bisericii are o formă clasică, iar deasupra ușilor de la intrarea în biserică se află scena hramului, executată în mozaic. Actuala pictură murală a bisericii este realizată în tehnică tempera de pictorul Mocanu Gheorghe, dupa ce, în prealabil, a fost pictată în tehnică frescă de către pictorul Andrei Răileanu.
În anul 2002 s-au început lucrările de renovare la acoperișul și la pereții exteriori ai bisericii cu hramul "Sfânta Treime". S-a refăcut turnul-clopotniță cu un fundament de piatră de Albești și 4 nivele. La primul nivel se află un salon de primire cu acces spre două terase laterale, iar ultimele două nivele sunt rezervate clopotelor. Prin formă și finisaj, în armonie cu mediul și celelalte clădiri ale ansamblului, turnul-clopotniță este unicat în țară. Au urmat numeroase lucrări de renovare a întregului ansamblu mănăstiresc, cum ar fi : restaurarea vechii stăreții și a căsuțelor din incintă (unele parțial, iar altele total).
În anul 2010 a fost refăcută pictura bisericii "Sfânta Treime". 
Cromatica exprimă sobrietate și stăpânire interioară, sugerând o altă lume, mai înaltă, duhovnicească. Aureolele sfinților sunt realizate cu foiță de aur, fiind foarte clar trasate și puternic reliefate. Culoarea predominantă a fondului este albastru mediu.
Programul iconografic este foarte bogat și cuprinde toate cele trei cicluri caracteristice, pe care iconografii bizantini le numesc ciclul dogmatic, ciclul liturgic și ciclul praznical.
Punând în valoare specificul local, construcția a fost apreciată cu ocazia unui simpozion internațional pe teme de conservare și protecție a mediului, iar arhitectul Nicolae Ernst - autorul proiectului, a fost premiat.